# Goldbach (Baviera)
Goldbach es un municipio alemán, ubicado en el distrito de Aschaffenburg, en la región administrativa de Baja Franconia, en el Estado federado de Baviera. Es uno de los municipios más poblados del distrito de Aschaffenburg.

## Historia
En 1218, Goldbach tuvo su primera mención documental. Desde mediados del siglo XV, Goldbach estuvo bajo la autoridad del arzobispo de Maguncia. En 1814, Goldbach fue trasladado a Baviera. El 26 de mayo de 1995, se concedió a Goldbach la designación de Markt ("Mercado").